# Hisychius nigrispinus
Hisychius nigrispinus är en insektsart som beskrevs av Carl Stål 1878. Hisychius nigrispinus ingår i släktet Hisychius och familjen Romaleidae. Inga underarter finns listade i Catalogue of Life.